# イーコール
イーコール（古希: ἰχώρ, Īchōr）は、ギリシア神話に登場する神もしくは不老不死者の血（霊液）である。長母音を省略してイコルとも表記される。医学用語では膿漿を指すことも有る。
古代ギリシアの詩人ホメーロスの叙事詩『イーリアス』中に2回登場し、ディオメーデースが女神アプロディーテーに傷を負わせた時（原文の5章 339‐342の間）と、血を拭う時（416 「ἰχῶ」の形で、「しかく宣んして双の手をのし透明の血を拭ひ、之を癒やせば忽ちにアプロヂ，テーの苦は輕し。」）に使われた。
| πρυμνὸν ὕπερ θέναρος· ῥέε δ᾽ ἄμβροτον αἷμα θεοῖο ἰχώρ, οἷός πέρ τε ῥέει μακάρεσσι θεοῖσιν· οὐ γὰρ σῖτον ἔδουσ᾽, οὐ πίνουσ᾽ αἴθοπα οἶνον, τοὔνεκ᾽ ἀναίμονές εἰσι καὶ ἀθάνατοι καλέονται· | アプロヂ，テーの血を流す、そは透明の清き液、 そは慶福のもろ／＼の神明の身に宿る液、 神明素より麺麭（めんぱう）を喫（き）せず、葡萄の酒飮まず。 （故に人間の血に非ず、故に不滅の身と呼ばる） |
| —『イーリアス』5章 339‐342 | —土井晩翠訳 |

また、クレーテー島の神話に登場する神造の巨人タロースの体にも流れている。